# Maria Weronika Masia Ferragut
Maria Weronika Masia Ferragut wł. Joaquina Masia Ferragut (ur. 15 czerwca 1884 w Algemesí, zm. 25 października 1936) – hiszpańska błogosławiona Kościoła katolickiego.

## Życiorys
Pochodziła z licznej rodziny. Jej matką była Maria Teresa Ferragut Roig. Wstąpiła do klasztoru i została zakonnicą, podobnie jak jej siostry. W 1936 roku doszło do wybuchu wojny domowej w Hiszpanii. Wówczas została razem siostrami i matką aresztowana. W dniu 25 października 1936 roku poniosła wraz z rodziną śmierć męczeńską.
Jej beatyfikacji w grupie Józef Aparicio Sanz i 232 towarzyszy dokonał papież Jan Paweł II 11 marca 2001 roku.